# Metartjärnen (Arvidsjaurs socken, Lappland, 726266-165862)
Metartjärnen är en sjö i Arvidsjaurs kommun i Lappland och ingår i Skellefteälvens huvudavrinningsområde.